# Парекоксиб
Парекоксиб (англ. Parecoxib, лат. Parecoxibum) — синтетичний препарат, що належить до групи коксибів, які є представниками нестероїдних протизапальних препаратів., який застосовується виключно парентерально (внутрішньовенно або внутрішньом'язово), та є проліками іншого представника класу коксибів — вальдекоксибу. Парекоксиб розроблений у лабораторії корпорації «Pfizer» і розповсюджується у світі під торговою назвою «Династат».

## Фармакологічні властивості
Парекоксиб — синтетичний препарат, що є представником коксибів та належить до групи нестероїдних протизапальних препаратів. Механізм дії препарату, як і інших представників групи нестероїдних протизапальних препаратів, полягає у інгібуванні ферменту циклооксигенази, яка забезпечує перетворення арахідонової кислоти у простагландини. Особливістю фармакологічних властивостей парекоксибу є те, що він є представником селективних інгібіторів ізоформи циклооксигенази ЦОГ-2, яка утворюється виключно у вогнищах запалення. Парекоксиб має виражену знеболюючу та протизапальну дію, порівняльну по силі з іншими нестероїдними протизапальними препаратами, а також наркотичними анальгетиками, що дозволяє застосовувати препарат для знеболення у онкологічних хворих та у післяопераційному періоді як після хірургічних, так і гінекологічних операцій, а також для лікування больового синдрому при травмах. Застосування парекоксибу також дозволяє знизити дозу наркотичних анальгетиків у післяопераційному періоді. Відсутність впливу на ЦОГ-1 при застосуванні парекоксибу значно знижує ризик серйозних побічних ефектів з боку травної системи у порівнянні з більшістю нестероїдних протизапальних засобів, але при застосуванні парекоксибу спостерігається вища частота ускладнень з боку серцево-судинної системи, спричинене відсутністю впливу на синтез тромбоксану, який відіграє важливу роль у попередженні агрегації тромбоцитів (хоча й не всі дослідники підтверджують цей висновок). При застосуванні парекоксибу спостерігається також зниження частоти виникнення судом. Проводяться дослідження застосування парекоксибу при деяких злоякісних пухлинах головного мозку та раку товстого кишечнику. Парекоксиб дозволений до використання в країнах Європейського Союзу, але не допущений до використання у США — країні, в якій він був розроблений. Причиною цього могло бути також відносно висока частота важких шкірних побічних ефектів — синдрому Стівенса-Джонсона та синдрому Лаєлла — при застосуванні парекоксибу і вальдекоксибу — метаболічного наступника парекоксибу.

### Фармакокінетика
Парекоксиб швидко всмоктується при парентеральному застосуванні, біодоступність препарату при пероральному застосуванні становить 100%. Після парентерального введення парекоксиб швидко метаболізується до свого активного метаболіту — вальдекоксибу (із періодом напіввиведення власне парекоксибу із плазми крові 22 хвилини). Максимальна концентрація вальдекоксибу в крові досягається протягом 30 хвилин при внутрішньом'язовому введенні та 1 години при внутрішньовенному застосуванні. Вальдекоксиб майже повністю (98%) зв'язується з білками плазми крові та накопичується в еритроцитах. Вальдекоксиб добре проникає через гематоенцефалічний бар'єр. Препарат проникає через плацентарний бар'єр та виділяється в грудне молоко. Метаболізується вальдекоксиб у печінці з утворенням неактивних метаболітів. Виводиться вальдекоксиб у вигляді переважно неактивних метаболітів із сечею, незначна кількість незміненого вальдекоксибу виводиться з калом. Період навпіввиведення вальдекоксибу становить 8 годин, і може збільшуватися у людей похилого віку, даних за збільшення цього часу у хворих із вираженими порушеннями функцій печінки та нирок немає.

## Показання до застосування
Парекоксиб застосовується для лікування больового синдрому середньої та вираженої інтенсивності в післяопераційному періоді, а також для зниження потреби в наркотичних анальгетиках.

## Побічна дія
Характерними побічними ефектами, які спостерігаються при застосуванні парекоксибу, як і при застосуванні інших препаратів із групи коксибів, є побічні ефекти з боку серцево-судинної системи. При застосуванні парекоксибу в післяопераційному періоді, особливо після операції коронарного шунтування значно збільшується ризик серцево-судинних та тромбоемболічних ускладнень (включно інфаркт міокарду, інсульт, тромбоемболію легеневої артерії, тромбоз глибоких вен) (хоча не всі дослідники підтверджують цей висновок. Часто при застосуванні парекоксибу спостерігається артеріальна гіпертензія або гіпотензія, нечасто спостерігається брадикардія, периферичні набряки; рідко посилення ступеня серцевої недостатності.
Серед інших побічних ефектів парекоксибу частіше спостерігаються шкірні побічні ефекти: свербіж шкіри, синдром Стівенса-Джонсона, синдром Лаєлла, анафілактичний шок; серед побічних ефектів з боку травної системи характерним побічним ефектом є луночковий постекстракційний альвеоліт, рідко спостерігаються диспепсія, метеоризм, загострення виразкової хвороби, порушення функції печінки. З боку нервової системи можуть рідко спостерігатися безоння, збудження, болі в попереку. З боку дихальної системи рідко можуть спостерігатися фарингіт і дихальна недостатність. Вкрай рідко спостерігається також гостра ниркова недостатність. Характерним побічним ефектом парекоксибу є погіршення заживлення післяопераційних ран (особливо при операціях, які проводилися із розрізом грудини).

## Протипокази
Протипоказами до застосування парекоксибу є підвищена чутливості до препарату та інших нестероїдних протизапальних препаратів, ІІІ триместр вагітності, годування грудьми та дитячий вік, загостренні виразкової хвороби шлунку та дванадцятипалої кишки, шлунково-кишковій кровотечі та бронхіальній астмі зі супутнім поліпозом носа та непереносимістю ацетилсаліцилової кислоти, наявності в анамнезі синдрому Стівенса-Джонсона та синдрому Лаєлла, чи інших важких шкірних алергічних реакцій, важких порушеннях функції печінки та нирок. Згідно рекомендацій Європейського агентства з лікарських засобів слід утримуватися від застосування коксибів у випадку перенесеного аортокоронарного шунтування, хворим із стенокардією або перенесеним інфарктом міокарду, важкою серцевою недостатністю, а також при цереброваскулярних захворюваннях і патології периферичних артерій.

## Форми випуску
Парекоксиб випускається у вигляді порошку для ін'єкцій у флаконах по 0,02 та 0,04 г.